# 宇宙のスカイラーク

宇宙のスカイラーク（1928年）

『宇宙のスカイラーク』（うちゅうのスカイラーク、The Skylark of Space）は、1928年にSF作家E・E・スミスによって発表されたSF小説である。1915年から1921年までの間に執筆された。
SF史上、人類が初めて銀河系外に飛び出したシリーズの第一作で、同じ作者による「レンズマン」シリーズと並んで、スペースオペラにおける不朽の名作のひとつとされる。

## あらすじ
物理化学者リチャード・シートンは、プラチナを精製した残渣の廃液から未知の金属を発見した。その物質「X金属(element “X”)」は、驚くべき特性を持っていた。特殊なサイクロトロンである「ワッツィトロン(whatsittron)」の発生させる場の影響下で銅と接触すると触媒として働き、銅が100%の効率でエネルギーに転換するのである。
シートンは親友でロケット研究家の大富豪、マーチン・クレインの発案で、このエネルギーを利用した宇宙船の建造を開始する。シートンの婚約者ドロシーは、この宇宙船を「スカイラーク（ひばりの意味）」号と命名した。
しかし、ワッツィトロンの開発者デュケーヌがそれを察知。彼は悪徳鉄鋼業者ワールドスチール社と共謀して、シートンを殺害しX金属とそれに関する研究記録を奪おうとする。シートン殺害には失敗したものの、X金属の一部と研究ノートを手に入れたデュケーヌは、スカイラーク号と同じシステムの宇宙船を建造し、ドロシーらを誘拐。地球圏外へ逃亡する。
デュケーヌと結託したワールドスチール社の妨害にもめげず、不眠不休でスカイラーク号を完成させ、デュケーヌを追いかけるシートン。
一方そのころ、デュケーヌの宇宙船は事故で暴走し、光速をはるかに超える加速度で太陽系を超えてしまい、死んだ太陽の重力井戸に落ち込んでしまう。しかも燃料である銅の残量はゼロの絶体絶命であった……。

## 主要登場人物
リチャード・シートン(Richard Seaton)
通称ディック。
幼くして母を亡くし、父に育てられるがその父を山火事で亡くし、苦学して大学で物理学を学ぶ。
成績優秀でスポーツも得意。テニスの大会で後の親友クレインと知り合う。手品の名手でもある。
卒業後、希有金属研究所の研究員となる。
プラチナの精製残渣廃液からX金属を発見。それを触媒として銅を100％エネルギー化し利用する方法を考案、クレインとともに宇宙船スカイラーク号を建造する。
マーチン・クレイン(Martin Crane)
通称マート。
シートンの親友である好漢。資産家の息子で自らも複数の企業を経営し、巨大な邸宅を所有する。
探検家、考古学者、エンジニアでロケット研究家。シートンと同じくスポーツマン。
財産目当てに近寄ってくる女性に辟易していたが、マーガレットと恋に落ちる。
ドロシー・ヴェーンマン(Dorothy Vaneman)
通称ドッティ。
シートンの婚約者。後に結婚し、ドロシー・シートンとなる。
ヴァイオリンの名手。
マーガレット・スペンサー(Margaret Spencer)
通称ペギィ。
ワールドスチール社の陰謀で死んだ父の無念を晴らすため、悪事の証拠をつかもうとブルッキングズの秘書をしていた。
しかしそれを見破られ、ドロシー誘拐のついでとしてデュケーヌの宇宙船で拉致される。
ドロシイとともに救出された後にクレインと恋に落ちる。
後に結婚し、マーガレット・クレインとなる。
マーク・C・デュケーヌ（デュケーンとも。Marc C. DuQuesne）
通称ブラッキー。
シートンの元同僚。ワッツイトロンの開発者。ワールドスチール社とは持ち持たれつの関係。
自分の利益のためには他人の命に頓着しない冷酷な性格である。
その一方、剛胆な神経と優れた洞察力、高い行動力を持ち、女性には紳士的。
シートンの手元から盗み出したX金属とスカイラーク号の下描き図面を利用して、いち早く宇宙船を建造。
シリーズ全般に渡りシートンの好敵手として活躍する。
シロー(Shiro)
日本人。クレイン家の忠実な召使。料理の腕も確か。
ブルッキングズ(Brookings)
ワールドスチール社ワシントン支社の総支配人。
暴力的な手法で強大な権力と資産を獲得した俗物。
パーキンズ(Parkins)
ワールドスチール社の非合法活動員で、ドロシー誘拐の協力者。
深宇宙でパニックを起こした結果、デュケーヌによって殺害される。
デュナーク(Prince Dunark)
銅を豊富に含む惑星上の国家、コンダール王国の皇太子。

## シリーズ一覧
括弧内は日本語訳題
- The Skylark of Space （宇宙のスカイラーク、宇宙船スカイラーク号、宇宙船スカイラーク、宇宙の超高速船）1928年
- Skylark Three （スカイラーク3号、スカイラーク3）1930年
- Skylark of Valeron （ヴァレロンのスカイラーク、バレロンのスカイラーク）1934年
- Skylarke DuQuesne （スカイラーク対デュケーヌ、スカイラーク・デュケーン）1965年

## 登場メカニック
スカイラーク号
X金属触媒を用いて銅をエネルギー源とした直径12mの球形をした超光速宇宙船。外殻は鋼鉄製。武装としてX爆薬砲を装備。
「宇宙のスカイラーク」に登場。
デュケーヌの宇宙船（1）
盗み出されたシートンの研究ノートとX金属の一部で建造されたスカイラーク号のコピーともいえる宇宙船。
「宇宙のスカイラーク」に登場。
スカイラーク2号
緑色太陽系の惑星オスノームでスカイラーク号を雛形として建造された球形船。直径は1号機と同じ12m。外殻は透明金属アレナック（架空の物質）製。
「スカイラーク3号」に登場。
スカイラーク3号
初めて銀河系外に飛び出した人類の宇宙船。第五次フォース投射装置を搭載し、船体は全長約3km、直径約450mの超大型葉巻状。船殻は紫色をした超物質イノソン（架空の物質）で作られている。純粋知性体の攻撃でガス状になるまで破壊される。
「スカイラーク3号」に登場。
ヴァレロンのスカイラーク号
第六次フォースを操作するための人工頭脳を搭載した直径1,000km、小惑星サイズの球形宇宙船。後に改造され、直径10,000km超（地球とほぼ同サイズ）という超弩級艦となる。
「ヴァレロンのスカイラーク」に登場。
デュケーヌの宇宙船（2）
デュケーヌが惑星ノルラミンからだまし取ったスカイラーク3号の同型船。
「ヴァレロンのスカイラーク」に登場。

## 書誌情報
- The Skylark of Space
  - 『宇宙のスカイラーク』、川口正吉訳、ハヤカワ・SF・シリーズ3108、1966年3月
  - 『宇宙のスカイラーク』、中村能三訳、創元推理文庫、1967年3月
  - 『世界SF全集 7』、川口正吉訳、早川書房、1970年9月
  - 『宇宙のスカイラーク』、宇野利泰訳、角川文庫、1968年2月
  - 『宇宙船スカイラーク号』、亀山竜樹訳、岩崎書店 エスエフ世界の名作 15
  - 『宇宙の超高速船』、亀山竜樹訳、岩崎書店 SFこども図書館 15、1976年2月
  - 『宇宙船スカイラーク』、内田庶訳、国土社、少年SF・ミステリー文庫、1982年
- Skylark Three
  - 『スカイラーク 3』、川口正吉訳、ハヤカワ・SF・シリーズ3125、1966年10月
  - 『スカイラーク3号』、中村能三訳、創元推理文庫、1967年8月
- Skylark of Valeron
  - 『ヴァレロンのスカイラーク』、川口正吉訳、ハヤカワ・SF・シリーズ3166、1967年12月
  - 『ヴァレロンのスカイラーク』、中村能三訳、創元推理文庫、1967年12月
- Skylark DuQuesne
  - 『スカイラーク対デュケーヌ』、中村能三訳、創元推理文庫、1968年12月
  - 「スカイラーク・デュケーン」、矢野徹訳、S-Fマガジン1967年3月号-6月号

## 派生作品
- ハリイ・ハリスン『銀河遊撃隊』（早川文庫） - 当該作品のパロディ長編。